# 李家超2022年香港行政長官選舉活動
李家超是香港特別行政區前政務司司長，在2022年4月6日正式宣布辭任政務司司長一職，4月7日即獲得中華人民共和國國務院批准，並在4月9日正式宣佈參選行政長官。
|                  | 同為香港開新篇 |
| ——李家超競選口號 |                |

## 背景
2022年4月3日是第六屆香港行政長官選舉提名期展開的第一天，當天報章《星島日報》披露李家超將會參選。時任行政長官林鄭月娥則於4月4日宣佈不尋求連任，令李家超參選的可能性大為提高。
4月6日早上，香港中聯辦約見選委。有選委在會見後向媒體表示，李家超將會是「中央唯一支持的候選人」，呼籲其他選委支持。同日下午三時，李家超遞交辭職信，即時開始休假。同日下午五時半，李家超於記者會宣佈若辭職獲批，會準備參加行政長官選舉。4月7日，李家超獲得國務院批准，被免去政務司司長職務。4月9日下午，李家超正式宣佈參選。

## 政綱
李家超以提出「三大方向」，分別為「以結果為目標解決不同問題」、「全面提升香港競爭力」、「奠定香港發展的穩固基石」；主張重點放在加快土地房屋建設、強化國家安全等，但詳細政綱並未在競選初期公佈。

## 競選團隊

### 競選辦公室
主任
- 譚耀宗：全國人大常委、民建聯前主席

副主任
- 譚志源：前政制及內地事務局局長及全國人大代表
- 黃永光
- 陳清霞
- 莫樹聯：資深大律師
- 李民斌
- 盧永雄：傳媒人
- 陳勇：全國人大代表及香港立法會議員
- 黃元山：團結香港基金高級副總裁兼公共政策研究院院長及香港立法會議員
- 鄧飛：香港將軍澳香島中學校長、香港教育工作者聯會副主席、重慶市政協委員與香港立法會議員
- 黃英豪：香港立法會議員
- 霍啟剛：商界及香港立法會議員
- 蔡黃玲玲：全國政協委員
- 龔永德：全國政協委員、英格蘭和威爾斯特許會計師公會會員
- 楊德斌：太平紳士
- 梁宏正
- 吳文華：前香港立法會秘書長

主席團
王力平、王少華、王䓪鳴、王惠貞、史立德、任詠華、成龍、朱葉玉如、江樂士、何柱國、何超瓊、余國春、吳良好、吳秋北、吳換炎、李山、李中、李小加、李家傑、李國棟、李慧琼、李澤鉅、李應生、汪明荃、沈南鵬、邱達昌、邵善波、林建岳、林曉輝、林龍安、姚志勝、施榮懷、查毅超、段崇智、胡定旭、唐英年、孫煜、容永祺、徐莉、涂輝龍、陳南祿、陳振彬、陳曼琪、陳智思、陳德霖、陳聰聰、馬逢國、高永文、高敬德、屠海鳴、張翔、張宇人、張志剛、張國鈞、梁志祥、梁志堅、梁毓偉、梁錦松、凌友詩、凌俊傑、盛智文、許榮茂、麥美娟、黃國、黃玉山、黄錦良、曾智明、湯家驊、葉劉淑儀、廖長江、管浩鳴、蔡毅、蔡加讚、蔡冠深、鄧清河、鄭李錦芬、鄭翔玲、劉業強、滕錦光、黎棟國、盧偉國、盧煜明、盧瑞安、霍震寰、繆建民、蘇長榮、蘇清棟、譚錦球、釋寬運、龔俊龍
顧問團
包陪慶、任志剛、伍淑清、何世柱、吳光正、吳康民、吳清輝、呂志和、李少光、李兆基、李宗德、李祖澤、李國章、李國寶、李焯芬、李業廣、李嘉誠、林貝聿嘉、林淑儀、林廣兆、林樹哲、施子清、查史美倫、洪祖杭、胡應湘、胡鴻烈、夏佳理、徐立之、烈顯倫、袁武、郭炳聯、郭鶴年、陳東、陳永棋、陳啟宗、陳清泉、陳馮富珍、陳經緯、張學明、梁定邦、梁智鴻、黃志祥、曾鈺成、曾德成、馮國經、楊釗、楊孫西、米高嘉道理、鄭家純、鄭慕智、鄭耀棠、劉漢銓、盧文端、鄺保羅、戴德豐、羅范椒芬、羅康瑞、譚惠珠

## 競選活動
根據競選辦資料，選舉廣告由茄子文創科技有限公司製作，該公司董事包括「港人講地」社長張瑞蓮。根據李家超向選舉事務處提交競選開支資料顯示，競選活動總開支為913萬元。不過由於李家超受到美國制裁，因此單據中多個項目均需要現金交收，包括花費9880元購買3部點鈔機，4900元購買夾萬和3.7萬元作為運送現金的保安費和保險費。另外選舉聚會開支達270萬元，比前任特首林鄭月娥多約38萬。其中5月6日舉行的造勢大會開支最多，達180萬。他在4月9日舉行網上記者會宣佈參選開支超過32萬；而他在灣仔會展舉行的政綱簡介會花費了51萬。

### 開設競選網站
2022年4月6日，「johnlee2022.hk」域名被天禧顧問有限公司註冊，該公司由曾參與多屆特首選舉工程的黃麗君所持有及擔任董事。網站直至4月19日才正式開放。

### 開設Facebook專頁
競選專頁「李家超 John Lee 2022」在4月8日正式建立，記者會舉行前有90多人「讚好」。其專頁頭像和封面圖片在記者會開始前30分鐘上載，當時讚好人數分別有4和3個。至4月9日晚上9時，有逾1700人追蹤。

### YouTube頻道被封鎖
李家超在YouTube開設的個人競選頻道於4月19日被Google關閉，Google指李家超因在反修例運動及港區國安法立法中的表現而被美國制裁，所以該帳戶違反Google的《服務條款》，必須終止。

### 記者會
網上記者會在4月9日舉行，時間不足1小時。《明報》統計facebook直播片段合共少於3000人次瀏覽。

### 拉票活動
李家超在4月11日拜會10多個建制政黨和社團組織，包括港區省級政協委員聯誼會、經民聯、自由黨、新民黨、香港友好協進會、香港廣東社團總會、香港福建社團聯會、民建聯、工聯會，最後一站是新界鄉議局。而每次行程結束都會見記者數分鐘。香港01統計當日總計至少11次見記者。中文大學政治與行政學系高級講師蔡子強認為如果每次見記者內容大致相同，會難以讓傳媒選材。而曾經在2017年為前財政司長曾俊華助選的羅永聰指，目的是想彰顯團體的地位。

### 獲中共及大量建制派選委支持
2022年4月6日，全國政協常委唐英年、港區全國人大代表黃玉山等多名選委進入香港中聯辦。在會後他們表示政務司司長李家超是中央唯一支持的人選參與行政長官選舉。而中聯辦亦對下任特首提出四大條件，包括“堅定愛國愛港立場、有應變能力應付外部勢力干預、廣泛爭取市民支持，及人品正直不易被人攻擊”。而建制派選委在李家超未有公佈政綱下，已經紛紛發聲明支持李家超參選，並獲得大量提名票。
4月7日，香港五大地產商，包括長江集團董事局主席李澤鉅、新鴻基地產董事局主席兼董事總經理郭炳聯、新世界發展行政總裁鄭志剛和恒基兆業董事局主席李家誠均在4月7日發表聲明，支持李家超出任特首。他們均讚李家超果斷硬朗，幫助香港「由亂入治」。信和置業董事局主席黃志祥其後亦表示支持李家超，指他有維護國家安全和社會安定的堅定意志和能力。
而多個建制派人士，包括馬逢國，林健鋒，唐英年和譚惠珠等人士口徑一致，認為李家超具管治能力和政治承擔，絕對是適合人選。其中葉國謙更指出1500人選委有廣泛代表性，不認為只有一位參選人是認受性低和削弱認受性。商界及勞工界選委，經民聯陸瀚民認為「最重要是理念，政策則是實際操作」。
另外，政府人員協會、香港公務員總工會、國家行政學院香港同學會及香港特區政府公務人員聯會發表聯合聲明，支持李家超參加第六屆行政長官選舉。主要原因包括他的卓越表現，可以應對複雜政治形勢，同時堅定不移維護國家安全和緊跟國家發展步伐。香港友好協進會388名選委歡迎及支持李家超參選。香港友好協進會會長唐英年形容獲得「好有啟發性的意見」。

### 報名參選
2022年4月13日早上10時，李家超攜帶786張提名票到中環展城館選舉主任辦事處提交提名及報名參選。4月18日獲候選人資格審查委員會裁定提名有效。

### 落區
李家超於2022年4月24日首次進行落區競選活動，期間他到訪了油麻地區探訪基層市民及到新家園協會與少數族裔人士交流。，5月1日再次落區到訪沙田、大埔及天水圍區。

### 公布政綱
2022年4月29日，李家超在香港會議展覽中心舉行政綱簡介會。

### 舉行大型造勢大會

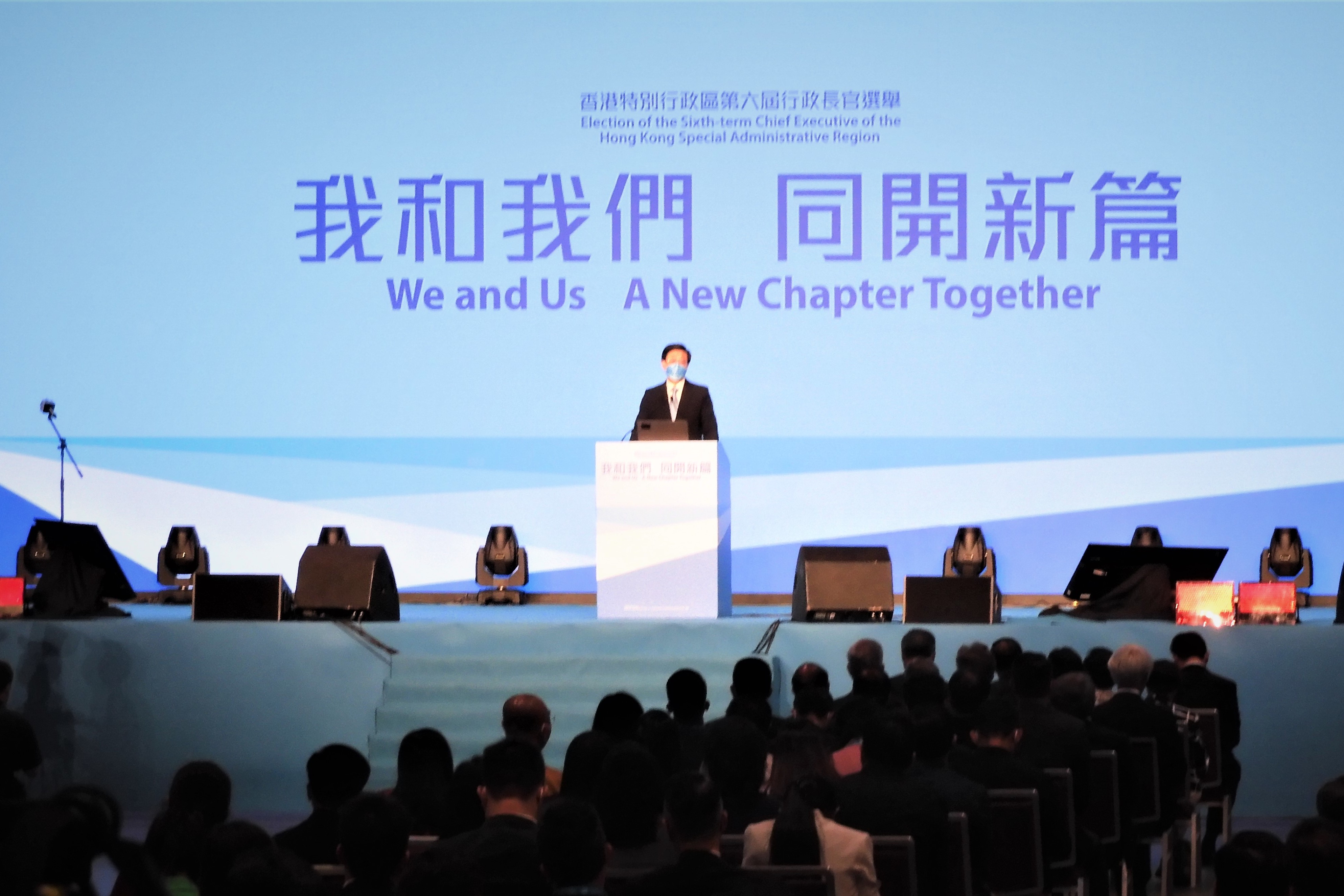
5月6日，特首選舉唯一候選人李家超在灣仔會議展覽中心舉行造勢大會，中英文口號“我和我們”及“We and Us”引起文法及翻譯錯誤等爭議

2022年5月6日下午，李家超在香港會議展覽中心舉行大型造勢大會，多名選委及政界人士出席。其中英文口號“我和我們”及“We and Us”引起文法及翻譯錯誤等爭議。到凌晨，競選專頁發帖文回應事件，指競選團隊曾討論 “We and Us”的翻譯問題，最後認為傳意更加重要，競選團隊想表達的是一種 “大家一起，無分你我的意思”。帖文又認為每人對事物有不同看法，但可尊重彼此差異，“只堅持自己想法，容不下別人意見，社會的矛盾衝突必然很多，值得我們反思。”

## 選舉捐贈
李家超得到1,126萬元選舉捐贈，來自50多個團體，並使用現金捐贈，包括中華總商會、廠商會、鄉議局、新社聯等，他們捐出30萬元予李家超。另外行政會議成員經民聯副主席林健鋒捐出價值約1.7萬元的口罩。

## 結果
2022年5月8日，李家超以1,416票支持及8票不支持當選，他的得票率超過99%，創下歷史新高。

## 知名支持者
- 冼國林[30]
- 新潮民
- 陳穎欣

## 外部連結
- 李家超競選活動官方網站 （页面存档备份，存于）
- 李家超2022年香港行政長官選舉活動的Facebook專頁
- 李家超2022年香港行政長官選舉活動的Instagram帳戶
- YouTube上的李家超2022年香港行政長官選舉活動頻道 （已失效）